# Епархия Ачиреале
Епархия Ачиреале (лат. Dioecesis Calatanisiadensis, итал. Diocesi di Caltanissetta) — епархия Римско-католической церкви в составе митрополии Катании, входящей в церковную область Сицилии. В настоящее время епархией управляет епископ Антонино Распанти. Почетный епископ — Пио Витторио Виго.
Клир епархии включает 171 священников (135 епархиальных и 36 монашествующих священников), 9 диаконов, 54 монахов, 296 монахинь.
Адрес епархии: Largo Giovanni XXIII 3, 95024 Acireale [Catania], Italia. Телефон: 095 601102; 095 607779. Факс: 095 7631000. Электронная почта: curia@diocesi.acireale.ct.it.

## Территория
В юрисдикцию епархии входят 111 приходов в 18 коммунах Сицилии: все в провинции Катания — Ачи-Бонаккорси, Ачи-Кастелло, Ачи-Катена, Ачиреале, Ачи-Сант'Антонио, Калатабьяно, Кастильоне-ди-Сичилья, Фьюмефреддо-ди-Сичилья, Джарре, Лингваглосса, Маскали, Мило, Пьедимонте-Этнео, Рандаццо, Рипосто, Сант'Альфио, Вальверде и часть коммуны Санта-Венерина.
Все приходы образуют 6 деканатов.
Кафедра епископа находится в городе Ачиреале в церкви Мария Сантиссима Аннунциата.

## История
В 1838 году король Фердинандо II Бурбон в знак благодарности за лояльность местных жителей во время антироялистских восстаний в 1820 и 1837 годах издал первый декрет о создании епархии в Ачиреале. Папа Григорий XVI 27 июня 1844 года буллой Quodcumque ad catholicae religionis incrementum предоставил Ачиреале статус епархии.
Однако в связи с последовавшими историческими событиями, связанными с объединением Италии, положение о предоставлении статуса епархии Ачиреале вступило в силу лишь 21 июня 1872 года. Первым епископом был назначен уроженец Агридженто, монсеньор Мария Джерландо Дженуарди.
22 июля 1872 года декретом Конгрегации Консисторий Nova constituta епархия Ачиреале была поставлена в прямое подчинение Святому Престолу.
С 2001 года епархия Ачиреале входит в митрополию Катании.

## Ординарии епархии
- Джерландо Мария Дженуарди (21.6.1872 — 4.7.1907);
- Джованни Баттиста Ариста (4.11.1907 — 27.9.1920) — ораторианец;
- Сальваторе Белла (17.12.1920 — 29.3.1922);
- Фернандо Ченто (22.7.1922 — 24.6.1926) — назначен титулярным архиепископом Селеуча Пьерия;
- Эвазио Колли (30.10.1927 — 7.5.1932) — назначен епископом Пармы;
- Сальваторе Руссо (13.8.1932 — 8.4.1964);
- Паскуале Бачиле (5.7.1964 30.11.1979);
- Джузеппе Маландрино (30.11.1979 — 19.6.1998) — назначен епископом Ното;
- Сальваторе Гристина (23.1.1999 — 7.6.2002) — назначен архиепископом Катании;
- Пио Витторио Виго (15.10.2002 — 26.7.2011);
- Антонино Распанти (с 26 июля 2011 года — по настоящее время).

## Статистика
На июль 2011 года из 228 500 человек, проживающих на территории епархии, католиками являлись 225 200 человек, что соответствует 98,6 % от общего числа населения епархии.
| год  | население | население | население | священники | священники        | священники         | священники                           | постоянные диаконы | монахи  | монахи  | приходы |
| год  | католики  | всего     | %         | всего      | белое духовенство | черное духовенство | число католиков на одного священника | постоянные диаконы | мужчины | женщины | приходы |
| ---- | --------- | --------- | --------- | ---------- | ----------------- | ------------------ | ------------------------------------ | ------------------ | ------- | ------- | ------- |
| 1950 | 167.000   | 168.000   | 99,4      | 316        | 216               | 100                | 528                                  |                    | 100     | 467     | 94      |
| 1959 | 162.300   | 164.500   | 98,7      | 314        | 211               | 103                | 516                                  |                    | 169     | 425     | 99      |
| 1970 | 174.793   | 175.215   | 99,8      | 288        | 193               | 95                 | 606                                  |                    | 152     | 482     | 110     |
| 1980 | 183.504   | 184.192   | 99,6      | 230        | 161               | 69                 | 797                                  |                    | 118     | 453     | 110     |
| 1990 | 206.000   | 207.657   | 99,2      | 202        | 147               | 55                 | 1.019                                | 2                  | 80      | 361     | 111     |
| 1999 | 221.622   | 223.722   | 99,1      | 177        | 141               | 36                 | 1.252                                | 8                  | 66      | 321     | 111     |
| 2000 | 221.622   | 223.722   | 99,1      | 175        | 139               | 36                 | 1.266                                | 8                  | 64      | 321     | 111     |
| 2001 | 221.622   | 223.722   | 99,1      | 176        | 140               | 36                 | 1.259                                | 9                  | 64      | 313     | 111     |
| 2002 | 222.623   | 224.725   | 99,1      | 174        | 138               | 36                 | 1.279                                | 11                 | 58      | 313     | 111     |
| 2003 | 223.623   | 225.725   | 99,1      | 170        | 134               | 36                 | 1.315                                | 11                 | 57      | 311     | 111     |
| 2004 | 223.623   | 225.725   | 99,1      | 172        | 135               | 37                 | 1.300                                | 10                 | 57      | 311     | 111     |
| 2006 | 225.000   | 227.700   | 98,8      | 171        | 135               | 36                 | 1.315                                | 9                  | 54      | 296     | 111     |